# Tuff Gong
Tuff Gong ("piedra volcánica dura") es un sello discográfico que fue formado por el grupo de reggae Bob Marley & The Wailers en 1965, y cuyo nombre es el apodo de Bob Marley. El primer sencillo del sello fue "Run For Cover", de The Wailers. La central de Tuff Gong estaba emplazada en el 56 de Hope Road, en Kingston, Jamaica, la casa de Bob. Esta dirección corresponde ahora al Museo de Bob Marley.
Tuff Gong es también el nombre de una línea de ropa y complementos desarrollada por uno de hijos tardíos del músico, Rohan Marley.
En Grand Theft Auto IV, apareció Tuff Gong Radio como parte de la banda sonora del videojuego, dedicada a poner canciones asociadas a Bob Marley, incluyendo temas de sus hijos Stephen y Damian.

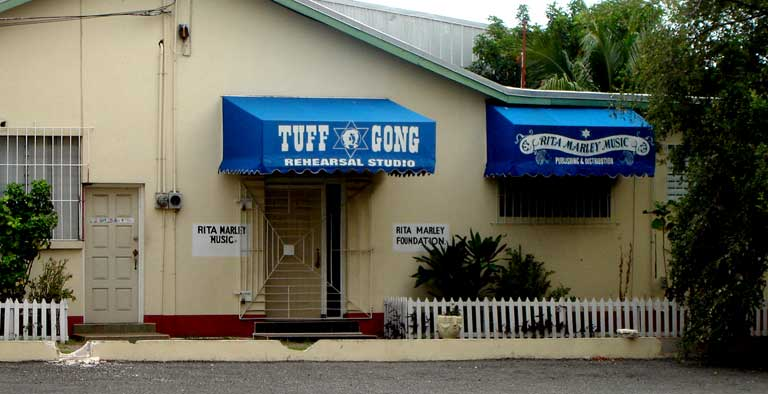
Sede de Tuff Gong en Nine Mile, Jamaica.

## Anécdotas y curiosidades
Entre 1970 y 1972 fue compositor de muchos temas de Johnny Nash, entre ellos, el reconocido "I can see clearly now".
A principios de 1972, Nash y Sims (productor de Nash y los Wailers en ese momentos) dejaron varados a los Wailers en Londres, ya que su disco "Reggae on Brodway" había generado pérdidas, sin documentos, ni dinero, ni pasajes. También se dice que no tenían sus pasaportes y para colmo, la policía había interceptado la marihuana que sus amigos les habían enviado desde Jamaica.
Su famoso apodo "Tuff Gong" se lo ganó por su gran fuerza física.
Su madre, Cedella, confesó que Marley durante su adolescencia, sufría grandes depresiones debido a la continua discriminación por su ascendencia mixta.
Cuando su madre lo abandonó en 1964, Marley se dedicó a dormir poco y a fumar marihuana en el patio de Vincent Ford, época de oro donde recreó "No woman no cry", letra que más tarde la adjudicaría a Ford, sin que este haya escrito una sola línea.
Un día su productor Leslie King se negó a pagarle sus primeras sesiones en 1961, Marley se enfureció y le dijo que algún día volverían a trabajar juntos y ganarín una pila de dinero, pero el no viviría para disfrutarlo. Años más tarde, King editó "Best of the Wailers" para subirse al éxito de la banda pero una semana después murió de un ataque cardíaco.
El primer hit de los Wailing Wailers fue, como todos saben, "Simmer down" grabado por Clement Dodd, pero lo destacable y curioso de esto es que entre los músicos sesionistas de ese sencillo se encontraban los Skatalites.
En 1967 Bob y Rita se mudaron a Saint Ann para cultivar la tierra y componer, compenetrados en la filosofía rasta. Cuando volvieron en 1970 a Kingston ya habían compuesto clásicos como "Trench Town Rock" y "Stir It Up".
Ya convertidos en quinteto The Wailers (Aston y Carlton Barret, Hoe Higgs, Lee Perry y Bob Marley) grabaron muchas de sus mejores canciones como "Lively Up Yourself", "Duppy Conqueror", "Kaya" y "Small Axe" entre otras, pero seguían sin ganar dinero. Lee Perry había conseguido licenciar algunos de los discos bajo el sello inglés "Trojan", pero se atribuyó todas las autorías de los temas. Cuando Marley vio los discos y haciendo honor a su apodo, fue sin titubear a la cada de Perry, lo amenazó de matarlo en frente a su mujer e hijos pero solo le dio una paliza y se fue con parte del dinero. Con el orgullo intacto, la amistad siguió su curso como si nada hubiese pasado.
Cansado de los abusos de los productores y las radios que no difundían su música y su mensaje, Marley tomo las riendas, convocó a su amigo y estrella de fútbol, Alan Cole, conocido por su fiereza más afuera que adentro de la cancha, reclutó un grupo de jóvenes matones para intimidar a los que se negaran a pasar los discos de los Wailers.
"Catch a Fire" fue el primer disco reconocido por todo el ambiente musical y más por el roquero, fue tan así que Marley, impresionado por un joven guitarrista de rock llamado Wayne Perkins, que nunca había salido de Alabama hasta el momento, hizo que este abra el disco con un solo de 32 segundos, antes de que suene el primer acorde.
La salida de Bunny Wailer y Peter Tosh del grupo generó aún más odio del que había, más del lado de Tosh hacía Marley. Hay una anécdota que dice que Peter Tosh mientras grababa su primer álbum solista en Music Mountain, descubrió una foto de Marley colgada en la pared, este le arrancó los ojos con un cuchillo y la puso de cara a la pared para que Bob no lo viese trabajar.
- Datos: Q1753057